# Robert Jones (giocatore di football americano)
Robert Lee Jones (Blackstone, 7 aprile 1970) è un ex giocatore di football americano statunitense che ha giocato nel ruolo di linebacker nella National Football League (NFL). Al college giocò a football alla East Carolina University

## Carriera
Jones fu scelto come 24º assoluto nel Draft NFL 1992 dai Dallas Cowboys. La squadra spostò appositamente Ken Norton Jr. nel ruolo di outside linebacker per permettere a Jones di giocare come middle linebacker titolare già nella sua prima stagione. Coi Cowboys vinse tre Super Bowl, nel 1992, 1993 e 1995. La migliore annata della sua carriera fu quella del 1994, in cui fu convocato per il Pro Bowl dopo avere messo a segno 162 tackle (allora quarto risultato di tutti i tempi della storia della franchigia) e 4 passaggi deviati, giocando tutte le 16 partite come titolare. Nel 1996 Jones passò ai St. Louis Rams dove giocò due stagioni anonime, dopo di che firmò con i Miami Dolphins, contribuendo a rendere la loro difesa la migliore della lega per il minor numero di punti subiti, 265, con i primati personali di sack (5) e intercetti (2), di cui uno ritornato in touchdown. Chiuse la carriera giocando nel 2001 con i Washington Redskins.

## Palmarès

### Franchigia
- Super Bowl : 3

Dallas Cowboys: XXVII, XXVIII, XXX
- National Football Conference Championship: 3

Dallas Cowboys: 1992, 1993, 1995

### Individuale
- Convocazioni al Pro Bowl: 1

1994
- PFWA All-Rookie Team - 1992

## Statistiche
| Sack       | 8,0 |
| Intercetti | 3   |